# تشارلز هيرش
تشارلز هيرش (بالإنجليزية: Charles Sidney Hirsch)‏ هو طبيب شرعي ‏ وطبيب أمريكي، ولد في 30 مارس 1937 في شيكاغو في الولايات المتحدة، وتوفي في 8 أبريل 2016 في ويستوود في الولايات المتحدة.